# Ano hi mita hana no namae o bokutachi wa mada shiranai
Ano Hana ou Ano hi mita hana no namae o bokutachi wa mada shiranai. (あの日見た花の名前を僕達はまだ知らない。, littéralement « Nous ne connaissons toujours pas le nom de la fleur que nous avons vue ce jour-là. »), est un anime japonais de comédie dramatique réalisé en 2011 sous la direction de Tatsuyuki Nagai et produit par le studio d'animation A-1 Pictures. Il a été diffusé pour la première fois le 15 avril 2011 sur la chaîne de télévision Fuji TV dans le créneau horaire noitaminA et s'est terminé le 24 juin 2011.
Ano Hana a connu un succès critique et commercial au Japon. Les DVD et blu-ray se sont écoulés à plus de 270 000 exemplaires et les commentaires sur Amazon.jp font l'unanimité. La série a été classée sur biglobe.ne.jp comme étant l'anime original préféré auprès du public avec plus de 216 votes. À tel point que le public désire une suite selon le site Goo Ranking et est positionné troisième dans les dix animes auxquels le public veut voir une suite. À la suite de cette popularité, la Shūeisha annonce via son site web la publication du manga à partir du 4 avril 2012 dans le magazine Jump Square, c'est le mangaka Mitsu Izumi qui dessine les planches et Mari Okada s'occupe de l'histoire. Durant fin mars 2012, le site officiel de l'anime AnoHana annonce un roman interactif basé sur la série destiné exclusivement sur la PlayStation Portable, sorti le 30 août 2012. Enfin, un film d'animation est sorti le 31 août 2013.
À l'étranger, la série a été rachetée par l'éditeur d'animation japonaise italien Dynit et a eu également droit à une diffusion sur la chaîne publique Rai 4 tous les dimanches matin à partir du 5 février 2012 dans le programme Anime Morning. En Amérique du Nord, la société de jeu vidéo Nis America, principalement connue pour éditer les jeux de rôle tactique de sa société mère, a fait l’acquisition des droits de la série sous le nom complet Anohana: The Flower We Saw That Day et l'a sorti directement dans un coffret intégral de DVD et Blu-ray le 3 juillet 2012 destiné au marché américain et canadien.

## Synopsis
Un groupe de six amis d'enfance se sépare à la suite de la perte de leur amie Menma, morte d'une noyade. Dix années plus tard, Jintan, l'ex-leader du groupe d'amis « Super Busters Pacifique », devenu un hikikomori, voit apparaitre un jour d'été devant ses yeux l'esprit errant de Menma. Elle veut réaliser un souhait qu'elle a oublié et est aidée pour cela de Jintan, qui se voit ainsi confiée la tâche très difficile de réunir au complet leur groupe d'amis d'enfance, dissous après l'accident.

## Personnages
Jinta "Jintan" Yadomi (宿海 仁太, Yadomi Jinta)
Voix japonaise : Miyu Irino / Mutsumi Tamura (enfant)
- Âge : 18 ans
- Groupe sanguin : B
- Taille : 165 cm
- Poids : 55 kg
- Anniversaire : 16 avril

Jintan est le personnage principal de la série. Dans le passé, il était un jeune garçon énergétique et le leader auto-proclamé des Super Peace Busters. Anaru lui avait demandé devant toute la bande s'il était amoureux de Menma et il lui a répondu en retour : "Pourquoi serai-je amoureux d'une telle mocheté ?". En réalité, il avait cherché un prétexte de cacher devant tout le monde l'amour qu'il vouait à Menma. Le lendemain, alors qu'il voulait simplement s'excuser auprès d'elle, cette dernière fut retrouvée morte noyée. Depuis cet accident, Jintan ne fit pas le deuil de son amie et se résigna sur sa personne. Incapable de se pardonner, il passa le reste de son enfance dans un état constant de tristesse ; et cette dépression eut des conséquences sur son avenir.
10 ans passent, il devient un hikikomori, un individu qui reste cloitré chez soi par phobie sociale, à cause d'un échec pour un examen d'entrée dans un lycée qu'il convoitait tant, et dans lequel étudient Yukiatsu et Tsuruko. Mais pas seulement ! Il s'en veut toujours de n'avoir pas pu s'excuser envers Menma de l'avoir blessée. Il habite avec son père et vit de jeux vidéo.
Jintan a été transféré dans le lycée où Anaru étudie, un lycée peu réputé contrairement à celui qu'il voulait intégrer. Il sèche les cours pour rester chez lui, dormir et manger.
Pendant un soir d'été paisible, il voit apparaitre soudainement le fantôme de Menma. Celle-ci veut que Jintan réalise un souhait que lui-même ne semble pas comprendre. Elle lui demande de réunir les Super Peace Busters, leur ancien groupe d'amis, pour que son souhait puisse être exaucé et donc, dans l'espérance de Jintan, pouvoir se faire pardonner. Il est le seul à pouvoir communiquer, interagir et toucher son esprit. Il pense que l'apparition de Menma est dû à la matérialisation de ses remords et donc que c'est à lui d'exaucer son souhait pour se faire pardonner.
Meiko "Menma" Honma (本間 芽衣子, Honma Meiko)
Voix japonaise : Ai Kayano
- Groupe sanguin : A
- Taille : 147 cm
- Poids : 36 kg
- Anniversaire : 18 septembre

Menma est le spectre de la petite fille décédée d'une noyade quelques années auparavant, qui apparaît à Jintan. Innocente, joyeuse, toujours le sourire même dans les situations délicates, elle insupporte le conflit et cherche souvent un moyen de dissoudre les tensions quand quelque chose va mal, comme inciter tout le monde à s'amuser, faire oublier les malentendus, etc. Elle ne semble pas éprouver une once de négativité. Elle déborde d'énergie.
Elle demande alors à Jintan de réunir leur ancien groupe d'amis pour que son souhait soit exaucé. Malheureusement, elle ne semble pas se rappeler celui-ci, mais sait qu'il faut réunir tous ses amis pour qu'elle s'en souvienne. Il est laissé entendre qu'elle a des sentiments pour Jintan, qui est le seul capable de la voir.
Menma est aussi capable de révéler sa présence à ses amis en interagissant avec des objets, en faisant clignoter des lumières, etc. Elle est également capable de communiquer avec eux par écrit dans son journal. Une fois tout le monde réuni, elle semble ainsi penser que son souhait était alors d'envoyer une fusée dans le ciel avec une note à la mère de Jintan, et donc une tentative de créer une réunification des Super Peace Busters.
Naruko "Anaru" Anjō (安城 鳴子, Anjō Naruko)
Voix japonaise : Haruka Tomatsu
- Taille: 165 cm
- Poids: 53 kg
- Signe astrologique: Capricorne (Déclaré dans l'anime par Jintan, son anniversaire n'a pas été révélé)

Anaru est une amie d'enfance de Jintan et Menma. Même si elle affiche une attitude froide envers Jintan, elle est secrètement amoureuse de lui et ce, depuis petite. Anaru admet qu'elle était jalouse de Menma, lorsqu'elles étaient enfants. Manquant d'assurance à cause de ses lunettes et de ses cheveux bouclés, elle voulait désespérément avoir les cheveux raides de Menma. En outre, elle était jalouse de l'affection que se portaient réciproquement Jintan et Menma. C'est pourquoi elle lui avait demandé s'il avait des sentiments pour Menma. Elle se reproche la mort de Menma, parce qu'elle pense que sa question a finalement précipité sa mort.
Elle est inscrite dans le même lycée que Jintan (bien que ce dernier ait cessé de fréquenter l'école). Tsuruko, une des amies d'enfance, pense qu'Anaru n'a pas changée au fil des ans : elle est encore facilement influençable par son entourage. Elle est populaire dans son établissement et traîne souvent avec deux filles plutôt moqueuses et peu recommandables que Tsuruko juge comme étant des « chiennes ». Quand elle aura renoué les liens avec toute l'ancienne bande, elle s'en distanciera.
Alors qu'ils ont grandi chacun de leur côté à la suite du décès de Menma, Anaru semble se soucier profondément de ses amis d'enfance. Elle travaille hors du lycée dans un magasin de jeux vidéo et possède une importante collection de manga et jeux vidéo chez elle. En raison de cette collection, elle a commencé à renouer les liens avec Jintan et Poppo.
Pendant un épisode, elle est impliquée dans un scandale quand un garçon plus âgé, dont elle a été suspendue avec, essaie de la forcer à venir dans un love hotel. Bien qu'elle ait refusé d'avoir des relations sexuelles avec lui, il se fait insistant, jusqu'à ce qu'Yukiatsu intervienne. Malgré cela, la rumeur selon laquelle Anaru a eu des rapports sexuels avec un homme se propage dans l'école. Anaru fait face à des préjugés de la part de ses camarades, jusqu'à ce qu'elle décide de sécher les cours en faveur du travail à temps plein dans la boutique de jeux pour obtenir suffisamment l'argent pour construire la fusée.
Atsumu "Yukiatsu" Matsuyaki (松雪 集, Matsuyuki Atsumu)
Voix japonaise : Takahiro Sakurai / Asami Saito (enfant)
Yukiatsu est un ami d'enfance de Jintan, cependant il a toujours été jaloux de lui, et passait toujours après lui. Il était follement amoureux de Menma. Quand il apprit que seul Jintan pouvait voir Menma, Yukiatsu était tellement déprimé qu'il décide lui-même de se travestir en Menma. Le jour de la mort de cette dernière, il lui a déclaré ses sentiments et lui a offert une barrette que Menma n'a jamais eu l'occasion d'accepter. Ne pouvant pas être aux côtés de celle qu'il aime, il se rabat sur Anaru. Il prend soin de son corps en faisant un jogging quotidien et se vante d'être beau et intelligent.
Chiriko "Tsuruko" Tsurumi (鶴見 知利子, 鶴見 Chiriko)
Voix japonaise : Saori Hayami
Tsuruko est une amie de Jintan, elle est très proche de Yukiatsu ; en fait elle est amoureuse de lui, cependant il ne l'a jamais remarquée, la considérant toujours comme une très bonne amie, mais jamais plus. C'est une fille intelligente et gentille, très timide, qui ne peut s'empêcher de jalouser Anaru qui a une relation très spéciale avec Yukiatsu, car elle le comprend "mieux que quiconque". Elle accompagne Yukiatsu partout et reste auprès de lui, n'osant dire ce qu'elle ressentait réellement.
Tetsudō "Poppo" Hisakawa (久川 鉄道, Hisakawa Tetsudō)
Voix japonaise : Takayuki Kondō / Aki Toyosaki (enfant)
Poppo est un garçon vif qui adore voyager, il est le premier à avoir cru Jintan quand ce dernier voyait Menma. Il est toujours heureux et rigole souvent. Il aime beaucoup s’inviter chez Jintan pour manger chez lui, après être revenu de ses voyages il a habité dans la base secrète de "Super buster pacifiques". Il a assisté impuissant à la mort de Menma quand il était enfant. Depuis afin d'échapper à la culpabilité qui le ronge il travaille puis dépense tout son argent en voyages à l'étranger pour s'éloigner du lieu de sa mort.

## Anime

### Série télévisée:AnoHana

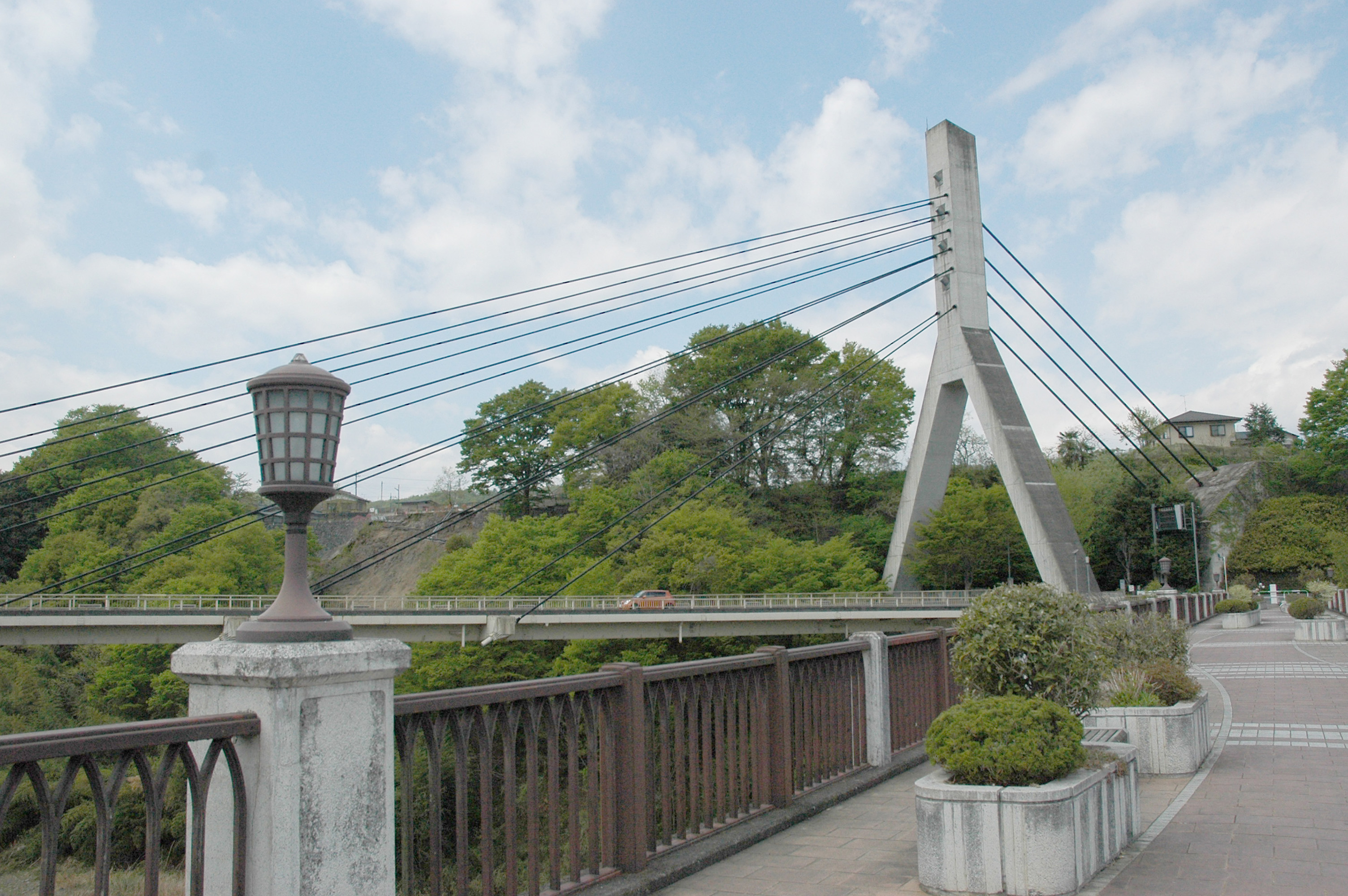
Le Pont de Chichibu est présent dans l'anime

L’œuvre originale a été imaginée et dirigée par le réalisateur d'animation japonaise Tatsuyuki Nagai et le script a été confié à la scénariste Mari Okada. Masayoshi Tanaka s'est occupé du design des personnages ainsi que de l'animation. Ils ont collaboré tous les trois sur l'anime Toradora! en 2008. Le projet remonte à décembre 2010, il a été baptisé ANOHANA PROJECT et été dans le cahier des charges des studios Aniplex, A-1 Pictures et de la Fuji TV. L'anime fût finalement en grande partie produit dans les locaux du studio A-1 Pictures.
L'action se déroule dans la communauté de Chichibu, ville où Mari Okada est née.
Dans les pays francophones, la série est diffusée par Wakanim à partir du 14 avril 2016 sous le titre AnoHana.

#### Liste des épisodes
| No | Titre anglais                      | Titre japonais           | Titre japonais             | Date de 1re diffusion |
| No | Titre anglais                      | Kanji                    | Rōmaji                     | Date de 1re diffusion |
| -- | ---------------------------------- | ------------------------ | -------------------------- | --------------------- |
| 01 | Super Peace Busters                | 超平和バスターズ         | Chō Heiwa Basutāzu         | 15 avril 2011         |
| 02 | Menma the Hero                     | ゆうしゃめんま           | Yūsha Menma                | 22 avril 2011         |
| 03 | Menma Search Party                 | めんまを探そうの会       | Menma o Sagasou no Kai     | 29 avril 2011         |
| 04 | The White Dress with a Ribbon      | 白の、リボンのワンピース | Shiro no, Ribon no Wanpīsu | 6 mai 2011            |
| 05 | Tunnel                             | トンネル                 | Tonneru                    | 13 mai 2011           |
| 06 | Forget It, Don't Forget            | わすれてわすれないで     | Wasurete Wasurenaide       | 20 mai 2011           |
| 07 | The Real Wish                      | ほんとのお願い           | Honto no Onegai            | 27 mai 2011           |
| 08 | I Wonder                           |                          |                            | 3 juin 2011           |
| 09 | Menma and Company                  | みんなとめんま           | Minna to Menma             | 10 juin 2011          |
| 10 | Fireworks                          | 花火                     | Hanabi                     | 17 juin 2011          |
| 11 | The Flower Blooming on That Summer | あの夏に咲く花           | Ano Natsu ni Saku Hana     | 24 juin 2011          |

### Film d'animation
La production d'un film d'animation a été annoncée en août 2012 lors d'un évènement autour de la série. Comme pour la série télévisée, il est réalisé par Tatsuyuki Nagai avec un scénario de Mari Okada au sein du studio A-1 Pictures. Il est sorti dans les salles japonaises le 31 août 2013. Le film génère 198 millions de yens au box-office lors de sortie et dépasse le milliard de yens après 56 jours d'exploitation.
Dans les pays francophones, le film est proposé sur Wakanim en 2016 et sur Netflix.

## Manga
Une adaptation en manga dessinée par Mitsu Izumi a vu le jour entre avril 2012 et avril 2013 dans le magazine Jump Square de l'éditeur Shueisha. Le premier volume relié est publié le 4 septembre 2012 et le troisième et dernier le 2 mai 2013. Un chapitre spécial a été publié le 4 septembre 2013 à l'occasion de la sortie du film d'animation. Dans les pays francophones, le manga est édité par Panini à partir de mai 2016.